# 蘇進強
蘇 進強(そ しんきょう, 1953年4月5日- ）は、台湾の作家、政治家。台湾時報社長。元台湾団結連盟主席。作家としてのペンネームは、履彊。

## プロフィール
蘇進強は青年時代に軍隊に身を置いた。1969年に入学した陸軍士官学校を首席で卒業した後、陸軍軍官学校に推薦されて進学する。最終的に三軍大学戦略研究所を卒業し、軍に20年余り務めた。軍在籍中は、陸軍部隊教官、参謀、指揮官を歴任し、陸軍上校で退役している。また、文章の執筆を行い、国軍文芸金像奨と陸軍文芸金獅奨を受賞したことがあり、1977年から1984年までの間、1年を除いて合計8回受賞している。
退役後は、国策研究中心の研究員や南華大学平和戦略研究中心の主任を務め、また「台湾時報」の主筆となった。その後、国家安全会議の諮詢委員を担当した。2001年に台湾団結連盟が結党されると、蘇進強は初代秘書長に就任した。2005年、黄主文主席が息子の黄適卓の選挙のために党の資源を使用したとの批判を受けて辞任すると、その後を受けて党主席に就任した。しかし、2006年の台北市高雄市の両市長選挙で同党の候補者が得票率1％未満で落選するなど不振を極め、蘇はこの責任を取るとして辞任を表明した。同年12月25日の中央執行委員会でも辞意を表した。2007年7月から「台湾時報」の社長を務めている。

### 靖国神社参拝
2005年4月4日、蘇進強は他のメンバー10人あまりと東京の靖国神社を訪れ、南部利昭宮司の出迎えを受けた。一行は、まず長時間の神楽儀式に参加した後、参拝を行った。およそ1時間あまりの参拝だった。この参拝は賛否両論の論議を呼ぶこととなった。蘇は参拝の理由について「（台湾出身者を含め）戦争で亡くなられた 英霊に敬意を表すためにきた。靖国神社はいままでの恩讐を超えて平和を求めていく場所だ」と未来志向を強調した。

## 文学創作
蘇進強は、かつて履彊というペンネームで小説を執筆している。写実的なスタイルと郷土文学が結びついた文体で、呉濁流文学奨を受賞したこともある。軍事や国家安全に関するもののほか、短編小説集『楊桃樹』『江山有待』、中編小説『春風有情』『春訊』、長編小説『反攻大陸去』、散文集『譲愛自由』『郷関何処』など20作品あまりを書いている。このうち、短編小説『楊桃樹』は1981年に聯合報第6回短編小説賞を受賞し（年度小説賞にも入選）、国立編訳館によって国民中学の国語の教科書にも取り上げられている。